# Bergfeld
Bergfeld er en kommune i Landkreis Gifhorn i den tyske delstat Niedersachsen. Den ligger centralt i amtet (Samtgemeinde) Brome.

## Geografi
Bergfeld ligger mellem naturparkerne Südheide og Drömling ved floden Kleine Aller. Vandskellet mellem Elben og Weser går gennem området. Omliggende byer er Parsau, tre kilometer mod øst, Tiddische fire kilometer mod sydvest, Tülau fire kilometer mod nord og Ehra-Lessien fem kilometer mod nordøst.